# Alejandro Ramírez Rojas
Alejandro Ramírez Rojas (Cali, Colombia, 29 de agosto de 1976) es un compositor y director de orquesta colombiano, reconocido por su trabajo para el cine y la televisión.

## Biografía
Desde muy niño sintió una atracción especial por la música cinematográfica, particularmente por los sonidos de John Williams y Jerry Goldsmith, sin embargo fue durante su formación como músico qué decidió dedicarse a ella, inspirado por la música que la  británica Rachel Portman compuso para la película The Cider House Rules ( Lasse Hallström, 1999)  y por los trabajos del compositor James Newton Howard para Dinosaur  (Ralph Zondag, 2000) Treasure Planets (Ron Clements, John Musker, 2000) y Atlantis (Gary Trousdale, Kirk Wise, 2001).

### Vida Académica
Comenzó sus estudios de en la Escuela de Música de la Universidad del Valle en 1995. En 1999 Viajó a Austria, para estudiar Dirección de Orquesta y Composición en la Universidad de Música y Arte Dramático de Viena (Universität für Musik und darstellende Kunst Wien); en el 2001 se trasladó a la ciudad de Medellín para estudiar en la Universidad EAFIT, en donde recibió el título de Maestro en Música y Dirección de Orquesta. Durante sus estudios, fue alumno del reconocido director de orquesta y clarinetista italiano, Francesco Belli y de la maestra Cecilia Espinosa.

### Carrera
Comenzó su carrera como compositor audiovisual junto al director Juan Manuel Acuña, en su cortometraje Los Ciclos del 2006. En el 2008 realizó su primer largometraje, Los Actores del conflicto del director Lisandro Duque Naranjo, trabajo que le valió su primera nominación al Premio Macondo, otorgado por la Academia Colombiana de Las Artes y Las Ciencias Cinematográficas. 
Ha trabajado en series de televisión como Comando Elite, El Estilista, y La Esclava Blanca, por la cual recibió un Premio India Catalina de la industria audiovisual colombiana en la categoría Mejor banda sonora de telenovela o serie.
En el 2019, por solicitud de la familia de Luis Buñuel, compuso una partitura para celebrar los 80 años del estreno en Francia de Un chien andalou, la cual grabó junto a la Bratislava Symphony Orchestra, esta obra tuvo su estreno durante la edición número treinta y seis del Festival de cine de Bogotá - Bogocine

## Trabajos fuera del cine
Se destaca su sinfonía Magia, ritos y chamanes, una obra inspirada en ocho cuadros del reconocido pintor colombiano Carlos Jacanamijoy, estrenada en el 2015 junto a la Orquesta Sinfónica Nacional de Colombia

## Premios y Candidaturas

### Premios Macondo
- 2010, Los Actores del conflicto  del director Lisandro Duque Naranjo - Nominado
- 2012, Poker  del director Juan Sebastián Valencia - Nominado
- 2012, Apaporis, secretos de la selva del director Antonio Dorado - Ganador[5]
- 2013, Amores peligrosos del director Antonio Dorado - Ganador
- 2015, La Sargento Matacho del director William González Zafra
- 2019, El sendero de la anaconda del director Alessandro Angulo

### Premios India Catalina
- 2014, Comando élite - Nominado
- 2017, La Esclava Blanca - Ganador[6]

### International Filmmaker Festival of World Cinema, Milan
- 2016, Huellas del director Carlos Vergara - Nominado[5]

### Los Angeles Cinefest
- 2015, La Sargento Matacho del director William González Zafra[5]

## Filmografía
- 2019 Un chien andalou  (Partitura para la celebración de los 80 años de su estreno)[3]

- 2019 El niño de los mandados[7]

- 2019 El sendero de la anaconda (Documental)
- 2019 Ellos Están Aquí (TV Series)
- 2019 Cuando Colombia Se Volvió Macondo (TV documental)
- 2018-2019 La De Troya (TV Mini-Serie)
- 2017 V Carmen (corto)
- 2017 Desconectados (TV Mini-Serie)
- 2017 La Luz de Mis Ojos (TV Serie)  2
- 2017 Talento millonario
- 2017 Cine Terapia (TV Mini-Serie)
- 2017 El Silencio de los Fusiles (Documental)
- 2017 Huellas
- 2016 La Despedida (corto)
- 2016 La esclava blanca (TV Serie)
- 2016 Todo Es Prestao (TV Serie)
- 2016 El Soborno del Cielo
- 2015 A través de la pantalla: Canción de vida, muerte y perdón
- 2015 Un Mundo de Gabo (Series Documental)
- 2015 Suave El Aliento
- 2015 La Sargento Matacho
- 2013-2014 Crónicas de un sueño (TV Serie)
- 2014 El Cohete (Short) (music composed and conducted by)
- 2014 Travesía (Documental)
- 2014 Garras de Oro: Herida abierta en un continente (Documental)
- 2014 Destinos
- 2014 El Estilista (TV Serie)
- 2014 Monte Adentro (Documental)
- 2014 Trickster (Corto)
- 2013 18 (Corto)
- 2013 Amores Peligrosos
- 2013 Comando Elite (TV Serie)
- 2012 Nucuma (Corto)
- 2012 Viste a Cristina El 7 de Marzo? (Corto)
- 2012 Los Tiempos de Pablo Escobar (TV Documental)
- 2012 Aluna (Documental)
- 2011 La tarea (Corto)
- 2011 Magnolia (Corto)
- 2011 Poker
- 2011 La vida era en serio
- 2010 Los 33 de San José
- 2010 Los Atrapasueños (Corto)
- 2010 Retratos de La Ausencia (Documental)
- 2010 Apaporis, secretos de la selva  (Documental)
- 2009 Correr o Morir (TV Documental)
- 2008 Yo soy otro (Junto a Juan Pablo Carrascal y Héctor García)
- 2008 Los actores del conflicto
- 2006 Los Ciclos (Corto)